# Dreisprung

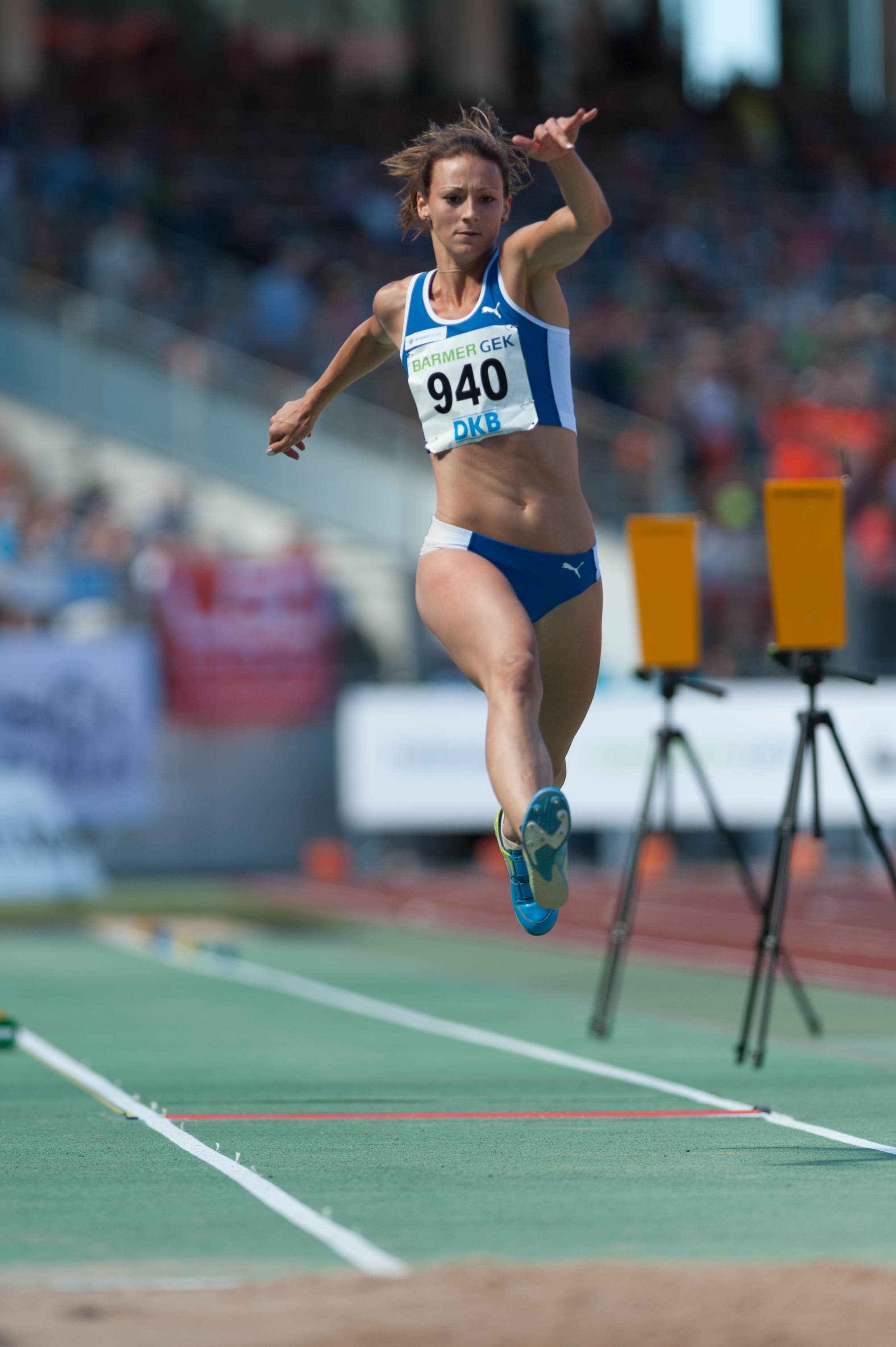
Dreisprung von Kristin Gierisch bei den Deutschen Leichtathletik-Meisterschaften 2015: erster Sprung (Hop) …

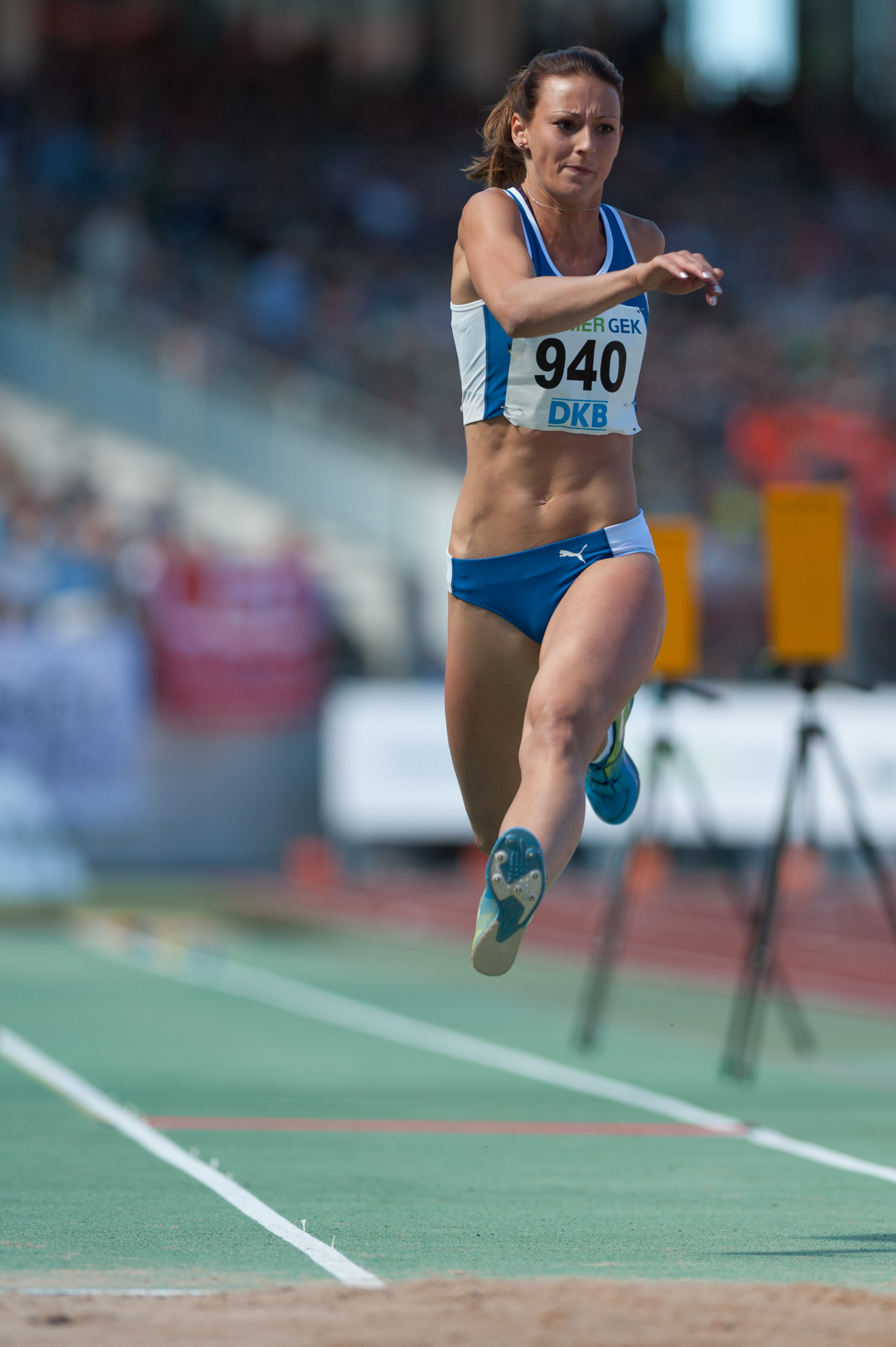
… zweiter Sprung (Step) …

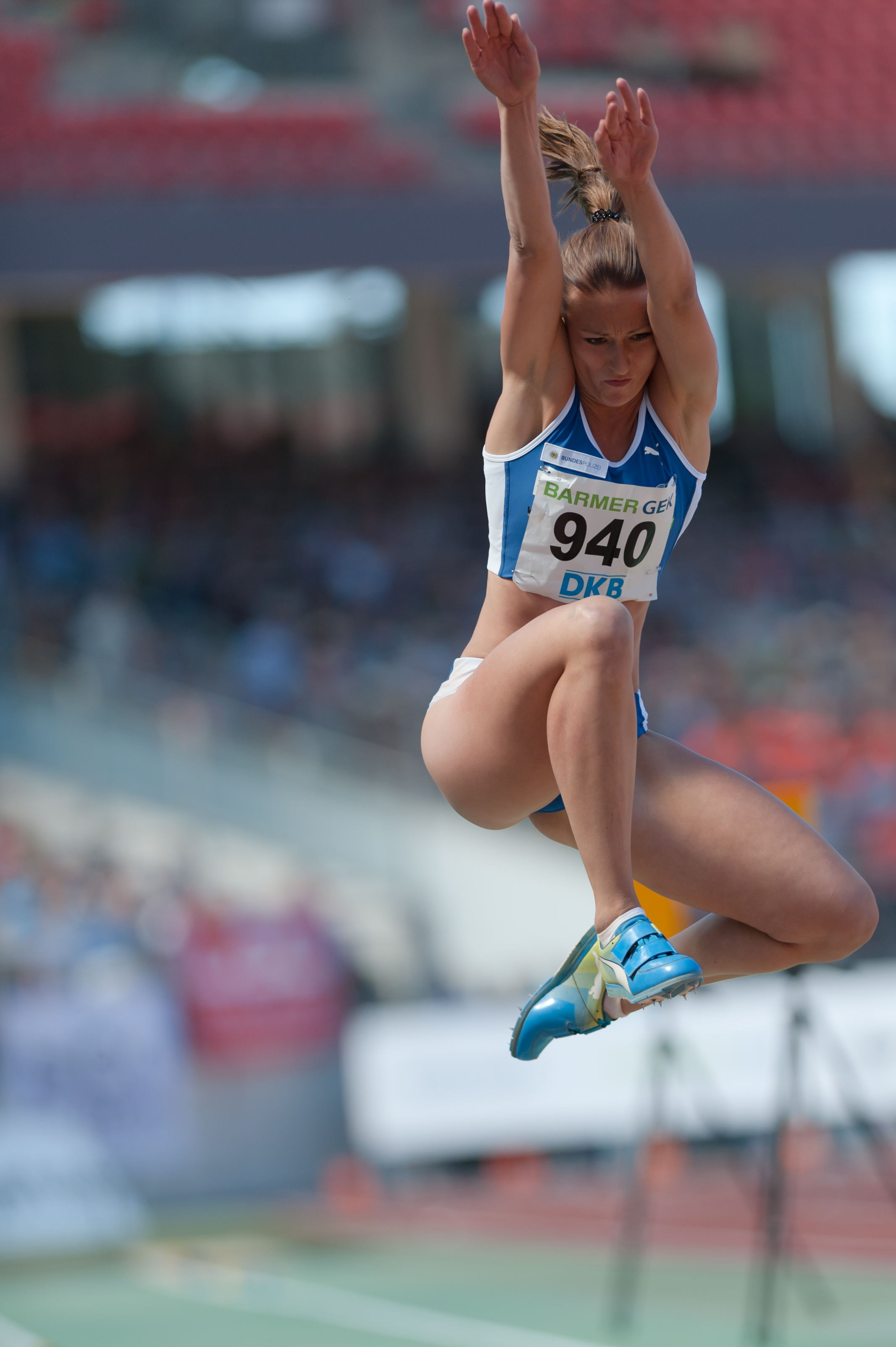
… und dritter Sprung (Jump)

Der Dreisprung (englisch triple jump) ist eine Disziplin der Leichtathletik.
Er besteht aus drei nacheinander ausgeführten Sprüngen („Hop“, „Step“, „Jump“). Die besten Dreispringer erzielen bei den Männern eine Weite von über 18 Metern (Weltrekord: 18,29 m) und über 15,50 Metern bei den Frauen (Weltrekord: 15,67 m).
Der Wettkämpfer läuft auf einer Anlaufbahn bis zu einem Absprungbalken, von dem der Sprung gemessen wird. Die erste Landung hinter dem Absprungbrett muss mit demselben Fuß erfolgen, mit dem abgesprungen wurde. Es folgt der „Step“ (Landung auf dem anderen Fuß) und dann der „Jump“ in die Sandgrube (wie beim Weitsprung), so dass sich die Sprungfolge „rechts-rechts-links“ oder „links-links-rechts“ ergibt. Der Absprungbalken ist international mindestens elf Meter von der sandgefüllten Sprunggrube entfernt. Bei nationalen Wettkämpfen und Jugendwettkämpfen kann auch vom 7- und 9-Meter-Balken gesprungen werden. Jedem Springer stehen im Wettkampf drei bzw. im Finale sechs Versuche zur Verfügung.
Der Dreisprung gehört von Beginn an (1896 in Athen) zum modernen olympischen Programm. Der erste moderne Olympiasieger überhaupt, James Connolly, war ein Dreispringer. Bei den Spielen 1900 in Paris und 1904 in St. Louis wurde auch ein Wettbewerb im Dreisprung aus dem Stand veranstaltet. Seit 1996 in Atlanta ist auch der Frauendreisprung olympisch. Die ersten Dreisprungwettkämpfe in Deutschland wurden um 1896/97 ausgetragen.

## Geschichte
Der Begriff des Dreisprungs kommt schon bei den Olympischen Spielen der Antike vor, allerdings wurde dort die Summe von drei Einzelsprüngen bewertet. Dreisprung als Sprungfolge ist 1465 erstmals nachweisbar.
In der deutschen Sportbewegung von Friedrich Ludwig Jahn war Dreisprung mit Beinwechsel bei jedem Sprung (rechts – links – rechts oder links – rechts – links) üblich. Im Unterschied dazu wurden in Irland im 19. Jahrhundert, der Entstehungszeit der modernen Leichtathletik, die drei Einzelsprünge mit jeweils dem gleichen Bein ausgeführt („hop – hop – jump“: rechts – rechts – rechts oder links – links – links). In den USA wurde die Sprungfolge „hop – step – jump“ seit Ende des 19. Jahrhunderts angewandt und später von der Internationalen Leichtathletik-Assoziation IAAF als allgemein verbindlich erklärt.
In Deutschland fand der Dreisprung lange Zeit keine Anerkennung. Er wurde für Männer erst 1931 Bestandteil der Deutschen Meisterschaften sowie eine als deutscher Rekord geführte Disziplin.
Im Frauendreisprung wurden die frühesten Bestleistungen um die Wende vom 19. zum 20. Jahrhundert registriert. Nach der Weltbestleistung der Japanerin Rie Yamaguchi von 11,66 m im Jahre 1939 stagnierte die Entwicklung, und eine Verbesserung dieser Weite gelang mit 12,43 m erst 1981.

## Meilensteine
- Männer
  - erste registrierte Weite: 12,95 m, Andrew Beattie (Berufssportler) (GBR), 17. März 1826 in Mount Benger
  - erster offizieller Weltrekord: 15,52 m, Dan Ahearn (USA), 30. Mai 1911
  - erste Weite über 16 Meter: 16,00 m, Naoto Tajima (JPN), 6. August 1936
  - erste Weite über 16,50 Meter: 16,56 m, Adhemar Ferreira da Silva (BRA), 16. März 1955
  - erste Weite über 17 Meter: 17,03 m, Józef Szmidt (POL), 5. August 1960
  - erste Weite über 17,50 Meter: 17,89 m, João Carlos de Oliveira (BRA), 15. Oktober 1975
  - erste Weite über 18 Meter: 18,16 m, Jonathan Edwards (GBR), 7. August 1995
- Frauen
  - erste registrierte Weite: 6,72 m (in der Halle), Mary Ayer (USA), 21. April 1899 in Bryn Mawr
  - erste Weite über 10 Meter: 10,21 m, Ellen Hayes (USA), 3. April 1911
  - erste Weite über 11 Meter: 11,45 m, Kinue Hitomi (JPN), 1. November 1925
  - erste Weite über 12 Meter: 12,43 m, Terri Turner (USA), 9. Mai 1981
  - erste Weite über 13 Meter: 13,15 m, Terri Turner (USA), 24. März 1984
  - erste Weite über 14 Meter: 14,04 m, Li Huirong (CHN), 11. Oktober 1987
  - erster offizieller Weltrekord: 14,54 m, Li Huirong (CHN), 25. August 1990
  - erste Weite über 15 Meter: 15,09 m, Anna Birjukowa (RUS), 21. August 1993
  - erste Weite über 15,50 Meter: 15,50 m, Inessa Krawez (UKR), 10. August 1995
  - erste Weite über 15,60 Meter: 15,67 m, Yulimar Rojas (VEN), 1. August 2021

## Erfolgreichste Sportler
Männer:
- dreifacher Olympiasieger: Wiktor Sanejew (UdSSR) (1968, 1972, 1976) sowie Olympiazweiter 1980
- zweifacher Olympiasieger:
Meyer Prinstein (USA), (1900, 1904)
Adhemar Ferreira da Silva (BRA), (1952, 1956)
Józef Szmidt (POL), (1960, 1964)
Christian Taylor (USA), (2012, 2016)

- zweifacher Weltmeister: Jonathan Edwards (GBR) (1995 und 2001), außerdem Olympiasieger 2000 und Olympiazweiter 1996 sowie Weltmeisterschaftszweiter 1997 und Weltmeisterschaftsdritter 1993 und 1999

Frauen:
- Inessa Krawez (RUS): Olympiasiegerin 1996 und Weltmeisterin 1995
- Tatjana Lebedewa (RUS): Zweifache Weltmeisterin (1997, 1999), außerdem Olympiazweite 2000 und Olympiadritte 2004
- Yulimar Rojas (VEN): Olympiasiegerin 2020 und Olympiazweite 2016, vierfache Weltmeisterin (2017, 2019, 2022, 2023), amtierende Weltrekordhalterin

## Technik
Der Dreispringer erreicht die größte Weite, wenn er die beim Anlauf erreichte hohe Horizontalgeschwindigkeit bestmöglich bis zum dritten Absprung ausnutzt, d. h. entscheidend ist nicht allein die Sprungkraft. Im Unterschied zum Weitsprung verlaufen die drei Einzelsprünge deutlich flacher.
Grundsätzlich kommen zwei Sprungstile in Frage: Sehr sprungkräftige Dreispringer erzielen beim ersten Sprung eine möglichst große Weite und springen auch bei den folgenden relativ hoch. Ihr Sprungbild ähnelt einem „Hüpfen“. Ihr erster Teilsprung (hop) ist in der Regel der weiteste (Steilsprungtechnik).
Dreispringer mit großer Schnelligkeit hingegen versuchen, in den ersten beiden Sprüngen möglichst wenig Geschwindigkeit zu verlieren. Ihr Sprungbild ähnelt einem „Laufen“. In der Regel ist ihr dritter Teilsprung (jump) der weiteste. (Flachsprungtechnik)

### Einzelelemente des Dreisprungs
- Anlauf – Die Länge beträgt ca. 35 bis 42 Meter, das ergibt etwa 18 bis 22 Laufschritte. Die Schritte sind etwas länger als bei den Weitspringern, die bei etwa gleicher Anlauflänge ca. 22 bis 24 Schritte erreichen.
- Erster Absprung (hop) – Der Springer muss einerseits eine möglichst weite Flugkurve erzielen, andererseits auf minimalen Geschwindigkeitsverlust bedacht sein, was gegensätzliche Forderungen sind. Der Absprungwinkel darf deshalb gerade so hoch liegen, dass für die beiden folgenden Sprünge noch genügend Geschwindigkeit übrig bleibt. Der Absprung hat einen Winkel von ca. 14 bis 16 Grad (Weitsprung: 20 bis 24 Grad). Die Weite des ersten Sprungs liegt etwa einen Meter unter der Weitsprungbestleistung. Sprungkräftige Dreispringer springen höher ab als sprintschnelle und versuchen, möglichst mit dem ersten Absprung schon eine große Weite zu erzielen. Gute Dreispringer erreichen über sechs Meter. Während des Fluges erfolgt der sogenannte Beinwechsel, bei dem das Sprungbein wieder nach vorn in die neue Absprungposition gebracht wird.
- Zweiter Sprung (step) – Beim zweiten Sprung muss die Körperlast abgefangen und von neuem beschleunigt werden. Die Belastung für das Sprungbein ist dadurch höher als beim ersten Sprung und liegt etwa beim Sechsfachen des Körpergewichts. Der zweite Sprung ist bei allen Springern der kürzeste.
- Dritter Sprung (jump) – Der dritte Sprung verläuft ähnlich wie beim Weitsprung, da der Springer mit einem Bein abspringt und sich danach nur noch auf eine bestmögliche Landung konzentrieren kann. Deshalb kommen alle drei Flugvarianten des Weitsprungs (Schrittweitsprung, Schwebehangsprung, Laufsprung) in Frage. Wegen der deutlich geringeren Horizontalgeschwindigkeit kann der Dreispringer die Beine nicht so weit nach vorn bringen wie der Weitspringer. Sprintstarke Dreispringer erzielen ihre höchste Einzelweite mit dem dritten Teilsprung und erreichen über sechs Meter.

Phillips Idowu beim Dreisprung bei den Olympischen Spielen 2008 in Peking

### Weitenverhältnis zwischen den drei Teilsprüngen
Gesamtweite und Weite der drei Teilsprünge bei Weltrekorden (Hervorhebung: weitester Teilsprung)
| Weite    | Name                      | Datum              | Sprung 1 (hop) | Sprung 1 (hop) | Sprung 2 (step) | Sprung 2 (step) | Sprung 3 (jump) | Sprung 3 (jump) |
| Weite    | Name                      | Datum              | Weite (in m)   | Anteil (in %)  | Weite (in m)    | Anteil (in %)   | Weite (in m)    | Anteil (in %)   |
| -------- | ------------------------- | ------------------ | -------------- | -------------- | --------------- | --------------- | --------------- | --------------- |
| 15,52 m  | Dan Ahearn                | 30. Mai 1911       | 6,10           | 39             | 3,50            | 23              | 5,92            | 38              |
| 15,52 m  | Nick Winter               | 12. Juli 1924      | 6,11           | 39             | 5,09            | 33              | 4,32            | 28              |
| 15,58 m  | Mikio Oda                 | 12. Juli 1924      | 6,50           | 42             | 3,52            | 23              | 5,56            | 36              |
| 15,78 m  | Jack Metcalfe             | 14. Dezember 1935  | 5,64           | 36             | 4,02            | 25              | 6,12            | 39              |
| 16,00 m  | Naoto Tajima              | 6. August 1936     | 6,20           | 39             | 4,80            | 30              | 5,00            | 31              |
| 16,00 m  | Adhemar Ferreira da Silva | 3. Dezember 1950   | 5,68           | 36             | 4,84            | 30              | 5,48            | 34              |
| 16,01 m  | Adhemar Ferreira da Silva | 30. September 1951 | 6,09           | 38             | 4,75            | 30              | 5,17            | 32              |
| 16,22 m  | Adhemar Ferreira da Silva | 23. Juli 1952      | 6,22           | 38             | 4,75            | 29              | 5,25            | 32              |
| 16,23 m  | Leonid Schtscherbakow     | 19. Juli 1953      | 6,15           | 38             | 4,85            | 30              | 5,23            | 32              |
| 16,59 m  | Oleg Rjachowski           | 28. Juli 1955      | 6,46           | 39             | 4,97            | 30              | 5,16            | 31              |
| 16,70 m  | Oleg Fjodossejew          | 3. Mai 1959        | 6,40           | 38             | 4,81            | 29              | 5,49            | 33              |
| 17,03 m  | Józef Szmidt              | 5. August 1960     | 5,99           | 35             | 5,02            | 29              | 6,02            | 35              |
| 17,22 m  | Giuseppe Gentile          | 17. Oktober 1968   | 6,70           | 39             | 4,60            | 27              | 5,92            | 34              |
| 17,39 m  | Wiktor Sanejew            | 17. Oktober 1968   | 6,30           | 36             | 5,05            | 29              | 6,04            | 35              |
| 17,44 m  | Wiktor Sanejew            | 17. Oktober 1972   | 6,63           | 38             | 4,88            | 28              | 5,93            | 34              |
| 17,89 m  | Joao Carlos de Oliveira   | 10. Oktober 1975   | 6,08           | 34             | 5,37            | 30              | 6,44            | 36              |
| 18,16 m  | Jonathan Edwards          | 7. August 1995     | 6,12           | 34             | 5,19            | 29              | 6,85            | 38              |
| 18,29 m  | Jonathan Edwards          | 7. August 1995     | 6,05           | 33             | 5,22            | 29              | 7,02            | 38              |
| 16,643 m | DURCHSCHNITT              | --                 | 6,19           | 37,278         | 4,735           | 28,5            | 5,718           | 34,222          |

## Wettkampfbestimmungen
Der Dreisprung besteht aus Hop, Step und Jump, wobei der Athlet beim Hop mit dem gleichen Fuß landen muss, mit dem er abgesprungen ist. Beim Step muss er auf dem anderen Fuß landen und mit diesem den Jump ausführen. Dadurch ergeben sich die Sprungmöglichkeiten: links – links – rechts oder rechts – rechts – links. Jedem Athleten stehen erst einmal drei Versuche zu. Danach dürfen die acht besten Starter drei weitere Versuche absolvieren. Sind nur maximal acht Athleten am Start, haben alle sechs Versuche. Für den Anlauf ist eine Anlaufbahn von mindestens 40 Meter Länge erforderlich, die 1,22 Meter breit sein muss. Der Athlet muss von einem Balken, der in den Boden eingelassen ist, abspringen. Hierbei darf er die sogenannte Absprunglinie – so wird die Kante des Balkens genannt, die näher zur Sprunggrube liegt – nicht berühren. Direkt an der Absprunglinie wird ein Einlegebrett mit Plastilin in den Absprungbalken gelegt. Sollte der Athlet übertreten, ist in der Plastilinmasse meist ein Abdruck erkennbar. Der Abstand zwischen der Absprunglinie und der mit feuchtem Sand gefüllten Sprunggrube ist beim Dreisprung variabel und dem Leistungsniveau der Wettkämpfer anzupassen. Bei internationalen Wettkämpfen wird bei Männern ein Abstand von 13 Meter, bei Frauen von 11 Meter empfohlen. Wird der 13-Meter-Balken zu Grunde gelegt, muss der Abstand bis zum Ende der Sprunggrube mindestens 21 Meter betragen. Die Sprunggrube muss zwischen 2,75 und 3 Meter breit sein.
Als Fehlversuch (die Entscheidung darüber trifft der Obmann Dreisprung) werden folgende Tatbestände gewertet:
- die vorgeschriebene Reihenfolge für Hop – Step – Jump, d. h. links – links – rechts oder rechts – rechts – links wird nicht eingehalten
- der Athlet läuft durch ohne abzuspringen
- er verliert beim Anlauf die Richtung und springt neben dem Absprungbalken ab (beim Hop und Step kann die Anlaufbahn verlassen werden)
- er führt während des Anlaufs oder Sprungs irgendeine Art von Salto aus
- der Boden außerhalb der Grube wird bei der Landung oder dem Verlassen der Grube als erstes an einer Stelle berührt, die näher zur Absprunglinie liegt, als der Abdruck in der Grube
- die Versuchszeit von einer Minute wird überschritten

Leistungsermittlung und Rangfolge: Gemessen wird die Strecke von der Absprunglinie bis zu dem dieser Linie am nächsten liegenden Körperabdruck, der durch irgendeinen Körperteil verursacht wurde. Dabei wird immer auf ganze Zentimeter abgerundet. Gewonnen hat der Athlet, der bei einem seiner Versuche die größte Weite erzielt hat. Sollte Gleichstand bei zwei oder mehr Athleten bestehen, wird die zweitbeste Weite berücksichtigt – nötigenfalls die drittbeste Weite etc. Bei Gleichstand auf dem ersten Platz absolvieren die Athleten solange weitere Versuche, bis ein Sieger feststeht.

## Statistik

### Medaillengewinner der Olympischen Spiele

#### Männer
| Jahr | Goldmedaille              | Silbermedaille        | Bronzemedaille          |
| ---- | ------------------------- | --------------------- | ----------------------- |
| 1896 | James Connolly            | Alexandre Tuffèri     | Ioannis Persakis        |
| 1900 | Meyer Prinstein           | James Connolly        | Lewis Sheldon           |
| 1904 | Meyer Prinstein           | Fred Englehardt       | Robert Stangland        |
| 1906 | Peter O’Connor            | Con Leahy             | Thomas Cronan           |
| 1908 | Tim Ahearne               | Garfield MacDonald    | Edvard Larsen           |
| 1912 | Gustaf Lindblom           | Georg Åberg           | Erik Almlöf             |
| 1920 | Vilho Tuulos              | Folke Jansson         | Erik Almlöf             |
| 1924 | Nick Winter               | Luis Brunetto         | Vilho Tuulos            |
| 1928 | Mikio Oda                 | Levi Casey            | Vilho Tuulos            |
| 1932 | Chuhei Nambu              | Erik Svensson         | Kenkichi Ōshima         |
| 1936 | Naoto Tajima              | Masao Harada          | Jack Metcalfe           |
| 1948 | Arne Åhman                | George Avery          | Ruhi Sarıalp            |
| 1952 | Adhemar Ferreira da Silva | Leonid Schtscherbakow | Asnoldo Devonish        |
| 1956 | Adhemar Ferreira da Silva | Vilhjálmur Einarsson  | Witold Krejer           |
| 1960 | Józef Szmidt              | Wladimir Gorjajew     | Witold Krejer           |
| 1964 | Józef Szmidt              | Oleg Fjodossejew      | Wiktor Krawtschenko     |
| 1968 | Wiktor Sanejew            | Nelson Prudêncio      | Giuseppe Gentile        |
| 1972 | Wiktor Sanejew            | Jörg Drehmel          | Nelson Prudêncio        |
| 1976 | Wiktor Sanejew            | James Butts           | João Carlos de Oliveira |
| 1980 | Jaak Uudmäe               | Wiktor Sanejew        | João Carlos de Oliveira |
| 1984 | Al Joyner                 | Mike Conley Sr.       | Keith Connor            |
| 1988 | Christo Markow            | Ihar Lapschyn         | Alexander Kowalenko     |
| 1992 | Mike Conley Sr.           | Charles Simpkins      | Frank Rutherford        |
| 1996 | Kenny Harrison            | Jonathan Edwards      | Yoelbi Quesada          |
| 2000 | Jonathan Edwards          | Yoel García           | Denis Kapustin          |
| 2004 | Christian Olsson          | Marian Oprea          | Danil Burkenja          |
| 2008 | Nelson Évora              | Phillips Idowu        | Leevan Sands            |
| 2012 | Christian Taylor          | Will Claye            | Fabrizio Donato         |
| 2016 | Christian Taylor          | Will Claye            | Dong Bin                |
| 2020 | Pedro Pichardo            | Zhu Yaming            | Hugues Fabrice Zango    |
| 2024 | Jordan Díaz               | Pedro Pichardo        | Andy Díaz               |

#### Standdreisprung, Männer (1900, 1904)
| Jahr | Goldmedaille | Silbermedaille | Bronzemedaille |
| ---- | ------------ | -------------- | -------------- |
| 1900 | Ray Ewry     | Irving Baxter  | Robert Garrett |
| 1904 | Ray Ewry     | Charles King   | Joseph Stadler |

#### Frauen
| Jahr | Goldmedaille           | Silbermedaille     | Bronzemedaille   |
| ---- | ---------------------- | ------------------ | ---------------- |
| 1996 | Inessa Krawez          | Inna Lassowskaja   | Šárka Kašpárková |
| 2000 | Teresa Marinowa        | Tatjana Lebedewa   | Olena Howorowa   |
| 2004 | Françoise Mbango Etone | Chrysopigi Devetzi | Tatjana Lebedewa |
| 2008 | Françoise Mbango Etone | Olga Rypakowa      | Yargelis Savigne |
| 2012 | Olga Rypakowa          | Caterine Ibargüen  | Olha Saladucha   |
| 2016 | Caterine Ibargüen      | Yulimar Rojas      | Olga Rypakowa    |
| 2020 | Yulimar Rojas          | Patrícia Mamona    | Ana Peleteiro    |
| 2024 | Thea LaFond            | Shanieka Ricketts  | Jasmine Moore    |

### Medaillengewinner der Weltmeisterschaften

#### Männer
| Jahr | Goldmedaille         | Silbermedaille       | Bronzemedaille       |
| ---- | -------------------- | -------------------- | -------------------- |
| 1983 | Zdzisław Hoffmann    | Willie Banks         | Ajayi Agbebaku       |
| 1987 | Christo Markow       | Mike Conley Sr.      | Oleg Sakirkin        |
| 1991 | Kenny Harrison       | Leonid Woloschin     | Mike Conley Sr.      |
| 1993 | Mike Conley Sr.      | Leonid Woloschin     | Jonathan Edwards     |
| 1995 | Jonathan Edwards     | Brian Wellman        | Jérôme Romain        |
| 1997 | Yoelbi Quesada       | Jonathan Edwards     | Aliecer Urrutia      |
| 1999 | Charles Friedek      | Rostislav Dimitrov   | Jonathan Edwards     |
| 2001 | Jonathan Edwards     | Christian Olsson     | Igor Spassowchodski  |
| 2003 | Christian Olsson     | Yoandri Betanzos     | Leevan Sands         |
| 2005 | Walter Davis         | Yoandri Betanzos     | Marian Oprea         |
| 2007 | Nelson Évora         | Jadel Gregório       | Walter Davis         |
| 2009 | Phillips Idowu       | Nelson Évora         | Alexis Copello       |
| 2011 | Christian Taylor     | Phillips Idowu       | Will Claye           |
| 2013 | Teddy Tamgho         | Pedro Pablo Pichardo | Will Claye           |
| 2015 | Christian Taylor     | Pedro Pablo Pichardo | Nelson Évora         |
| 2017 | Christian Taylor     | Will Claye           | Nelson Évora         |
| 2019 | Christian Taylor     | Will Claye           | Hugues Fabrice Zango |
| 2022 | Pedro Pichardo       | Hugues Fabrice Zango | Zhu Yaming           |
| 2023 | Hugues Fabrice Zango | Lázaro Martínez      | Cristian Nápoles     |

#### Frauen
| Jahr | Goldmedaille       | Silbermedaille          | Bronzemedaille     |
| ---- | ------------------ | ----------------------- | ------------------ |
| 1993 | Anna Birjukowa     | Iolanda Tschen          | Iwa Prandschewa    |
| 1995 | Inessa Krawez      | Iwa Prandschewa         | Anna Birjukowa     |
| 1997 | Šárka Kašpárková   | Rodica Mateescu         | Jelena Goworowa    |
| 1999 | Paraskeví Tsiamíta | Yamilé Aldama           | Ólga Vasdéki       |
| 2001 | Tatjana Lebedewa   | Françoise Mbango Etone  | Tereza Marinova    |
| 2003 | Tatjana Lebedewa   | Françoise Mbango Etone  | Magdelín Martínez  |
| 2005 | Trecia Smith       | Yargelis Savigne        | Anna Pjatych       |
| 2007 | Yargelis Savigne   | Tatjana Lebedewa        | Chrysopigi Devetzi |
| 2009 | Yargelis Savigne   | Mabel Gay               | Anna Pjatych       |
| 2011 | Olha Saladucha     | Olga Rypakowa           | Caterine Ibargüen  |
| 2013 | Caterine Ibargüen  | Jekaterina Konewa       | Olha Saladucha     |
| 2015 | Caterine Ibargüen  | Hanna Knjasjewa-Minenko | Olga Rypakowa      |
| 2017 | Yulimar Rojas      | Caterine Ibargüen       | Olga Rypakowa      |
| 2019 | Yulimar Rojas      | Shanieka Ricketts       | Caterine Ibargüen  |
| 2022 | Yulimar Rojas      | Shanieka Ricketts       | Tori Franklin      |
| 2023 | Yulimar Rojas      | Maryna Bech-Romantschuk | Leyanis Pérez      |

### Weltrekordentwicklung

#### Männer
Ab 1826, im Vergleich zu anderen Disziplinen der Leichtathletik sehr früh, wurden im Dreisprung Rekorde aufgestellt. Berufssportler hielten in Schottland die „Scottish Border Games“ ab. Der Rekord wurde bis 1873 auf 14,96 m gesteigert – eine Weite, die ein Amateursportler erst 1910 übertraf.
Auch in Irland gab es sehr frühe Dreisprungwettbewerbe, die aber mit einer anderen Schritttechnik ausgeführt wurden als heute üblich (hier nicht aufgeführt).
Der erste nachweisliche Rekordsprung in der vorgeschriebenen Schrittfolge stammt aus dem Jahr 1911 und wurde von der IAAF als erster Weltrekord anerkannt.
Bis 1931 war die Bestleistung immer im Besitz von britischen, irischen oder US-amerikanischen Dreispringern. Der aktuelle Weltrekord von Jonathan Edwards hat von allen bisher erzielten Rekordweiten den längsten Bestand.
| Weite (m)                                      | Name                                 | Datum                                | Ort                                  |
| Inoffizielle Bestleistungen (Profis)           | Inoffizielle Bestleistungen (Profis) | Inoffizielle Bestleistungen (Profis) | Inoffizielle Bestleistungen (Profis) |
| ---------------------------------------------- | ------------------------------------ | ------------------------------------ | ------------------------------------ |
| 12,95                                          | Andrew Beattie                       | 17. März 1826                        | Mount Benger                         |
| 13,89                                          | Andrew Beattie                       | 17. März 1828                        | Mount Benger                         |
| 13,94                                          | William Leyden                       | 1. August 1832                       | Innerleithen                         |
| 14,02                                          | William Leyden                       | 8. April 1833                        | Whitelee                             |
| 14,02                                          | William Leyden                       | 7. August 1834                       | Innerleithen                         |
| 14,04                                          | William Leyden                       | 10. August 1835                      | Innerleithen                         |
| 14,17                                          | William Leyden                       | 4. April 1836                        | Whitelee                             |
| 14,25                                          | John Bell                            | 1860                                 | (unbekannt)                          |
| 14,27                                          | John Bell                            | 1861                                 | (unbekannt)                          |
| 14,55                                          | John Bell                            | Juni 1864                            | Hawick                               |
| 14,75                                          | J. Young                             | 1867                                 | (unbekannt)                          |
| 14,96                                          | Tom Aitken                           | 1873                                 | Innerleithen                         |
| Inoffizielle Bestleistungen (Amateure)         |                                      |                                      |                                      |
| 12,19                                          | Hanmer Webb                          | 30. April 1856                       | Cheltenham                           |
| 12,21                                          | Edward Grace                         | 25. August 1866                      | Bristol                              |
| 12,63                                          | W. Creswick                          | 20. Juni 1868                        | Liverpool                            |
| 12,63                                          | Henry Dick                           | 15. März 1873                        | St. Andrews                          |
| 12,88                                          | G. C. Hendrickson                    | 21. Juni 1873                        | Princeton                            |
| 13,26                                          | P. Johnson                           | 29. Juni 1878                        | Boston                               |
| 13,33                                          | G. A. Russell                        | 2. April 1881                        | St. Andrews                          |
| 13,455                                         | Malcom Ford                          | 10. Mai 1884                         | New York                             |
| 14,40                                          | John Purcell                         | 30. Mai 1885                         | Dublin (Ballsbridge)                 |
| 14,50                                          | Daniel Shanahan                      | 16. Juni 1886                        | Knockeney                            |
| 14,705                                         | John Purcell                         | 9. Juni 1887                         | Limerick                             |
| 14,78                                          | Edward Bloss                         | 16. September 1893                   | Chicago                              |
| 14,94                                          | James Connolly                       | 19. September 1896                   | New York                             |
| 14,92                                          | Tim Ahearne                          | 25. Juli 1908                        | London                               |
| 15,39                                          | Dan Ahearn                           | 14. August 1909                      | New York                             |
| Von der World Athletics anerkannte Weltrekorde |                                      |                                      |                                      |
| 15,52                                          | Dan Ahearn                           | 30. Mai 1911                         | New York                             |
| 15,52                                          | Nick Winter                          | 12. Juli 1924                        | Colombes                             |
| 15,58                                          | Oda Mikio                            | 27. Oktober 1931                     | Tokio                                |
| 15,72                                          | Nambu Chūhei                         | 4. August 1932                       | Los Angeles                          |
| 15,78                                          | Jack Metcalfe                        | 14. Dezember 1935                    | Sydney                               |
| 16,00                                          | Tajima Naoto                         | 6. August 1936                       | Berlin                               |
| 16,00                                          | Adhemar da Silva                     | 3. Dezember 1950                     | São Paulo                            |
| 16,01                                          | Adhemar da Silva                     | 30. September 1951                   | Rio de Janeiro                       |
| 16,12                                          | Adhemar da Silva                     | 23. Juli 1952                        | Helsinki                             |
| 16,22                                          | Adhemar da Silva                     | 23. Juli 1952                        | Helsinki                             |
| 16,23                                          | Leonid Schtscherbakow                | 19. Juli 1953                        | Moskau                               |
| 16,56                                          | Adhemar da Silva                     | 16. März 1955                        | Mexiko-Stadt                         |
| 16,59                                          | Oleg Rjachowski                      | 28. Juli 1958                        | Moskau                               |
| 16,70                                          | Oleg Fjodossejew                     | 3. Mai 1959                          | Naltschik                            |
| 17,03                                          | Józef Szmidt                         | 5. August 1960                       | Olsztyn                              |
| 17,10                                          | Giuseppe Gentile                     | 16. Oktober 1968                     | Mexiko-Stadt                         |
| 17,22                                          | Giuseppe Gentile                     | 17. Oktober 1968                     | Mexiko-Stadt                         |
| 17,23                                          | Wiktor Sanejew                       | 17. Oktober 1968                     | Mexiko-Stadt                         |
| 17,27                                          | Nelson Prudêncio                     | 17. Oktober 1968                     | Mexiko-Stadt                         |
| 17,39                                          | Wiktor Sanejew                       | 17. Oktober 1968                     | Mexiko-Stadt                         |
| 17,40                                          | Pedro Pérez                          | 5. August 1971                       | Cali                                 |
| 17,44                                          | Wiktor Sanejew                       | 17. Oktober 1972                     | Sochumi                              |
| 17,89                                          | João Carlos de Oliveira              | 15. Oktober 1975                     | Mexiko-Stadt                         |
| 17,97                                          | Willie Banks                         | 16. Juni 1985                        | Indianapolis                         |
| 17,98                                          | Jonathan Edwards                     | 18. Juli 1995                        | Salamanca                            |
| 18,16                                          | Jonathan Edwards                     | 7. August 1995                       | Göteborg                             |
| 18,29                                          | Jonathan Edwards                     | 7. August 1995                       | Göteborg                             |

#### Frauen
Die frühesten Dreisprungwettkämpfe sind aus Hallenveranstaltungen der Jahre 1899 und 1905 bekannt. Ab 1909 bis 1939 wurden Bestleistungen im Freien registriert – mit Weiten von 8,805 m bis 11,66 m.
In den Jahren von 1981 bis zur offiziellen Anerkennung des Frauendreisprungs (Jahresbeginn 1990) wurden die Sprungweiten von 12,43 m auf 14,52 m verbessert – zuletzt im Juli 1989 durch Galina Tschistjakowa, die zu dieser Zeit schon Inhaberin des Weitsprungweltrekordes (7,52 m) war.
Schon anderthalb Jahre früher, am 3. Januar 1987, hatte Galina Tschistjakowa in einem Hallenwettkampf in Moskau die damalige Bestleistung mit Sprüngen von 13,86 m, 13,96 m und 13,98 m übertroffen.
Die meisten Verbesserungen der Bestweite gelangen in den 1980er Jahren Springerinnen aus den USA, wo der Dreisprung seit 1985 bei den nationalen Meisterschaften auf dem Programm stand.
| Weite (m)                              | Name                                   | Datum                                  | Ort                                    |
| Inoffizielle Bestleistungen (vor 1990) | Inoffizielle Bestleistungen (vor 1990) | Inoffizielle Bestleistungen (vor 1990) | Inoffizielle Bestleistungen (vor 1990) |
| -------------------------------------- | -------------------------------------- | -------------------------------------- | -------------------------------------- |
| 8,805                                  | Charlotte Hand                         | 8. Mai 1909                            | Poughkeepsie                           |
| 9,005                                  | Charlotte Hand                         | 7. Mai 1910                            | Poughkeepsie                           |
| 9,73                                   | Eileen Hayes                           | 3. April 1911                          | Sweetbriar                             |
| 10,21                                  | Eileen Hayes                           | 7. April 1913                          | Sweetbriar                             |
| 10,32                                  | Elizabeth Stine                        | 13. Mai 1922                           | Mamaronek                              |
| 10,50                                  | Adrienne Kaenel                        | 16. Juli 1923                          | Genf                                   |
| 11,45                                  | Hitomi Kinue                           | 16. Oktober 1925                       | Osaka                                  |
| 11,52                                  | Hitomi Kinue                           | 1. November 1925                       | Tokio                                  |
| 11,62                                  | Hitomi Kinue                           | 17. Oktober 1926                       | Harbin                                 |
| 11,66                                  | Rie Yamaguchi                          | 21. Oktober 1939                       | (unbekannt)                            |
| 12,43                                  | Terri Turner                           | 9. Mai 1981                            | Austin                                 |
| 12,47                                  | Terri Turner                           | 7. Mai 1982                            | Austin                                 |
| 12,51                                  | Melody Smith                           | 6. Mai 1983                            | Austin                                 |
| 12,98                                  | Easter Gabriel                         | 7. Mai 1983                            | Baton Rouge                            |
| 13,15                                  | Terri Turner                           | 24. März 1984                          | Austin                                 |
| 13,21                                  | Terri Turner                           | 13. April 1984                         | Baton Rouge                            |
| 13,58                                  | Wendy Brown                            | 30. Mai 1985                           | Austin                                 |
| 13,68                                  | Esmeralda de Jesus Garcia              | 5. Juni 1986                           | Indianapolis                           |
| 13,71                                  | Wendy Brown                            | 2. Mai 1987                            | Los Angeles                            |
| 13,73                                  | Flora Hyacinth                         | 17. Mai 1987                           | Tuscaloosa                             |
| 13,78                                  | Sheila Hudson                          | 6. Juni 1987                           | Baton Rouge                            |
| 13,85                                  | Sheila Hudson                          | 26. Juni 1987                          | San José                               |
| 14,04                                  | Li Huirong                             | 11. Oktober 1987                       | Hamamatsu                              |
| 14,16                                  | Li Huirong                             | 23. April 1988                         | Shijiazhuang                           |
| 14,52                                  | Galina Tschistjakowa                   | 2. Juli 1989                           | Stockholm                              |
| Anerkannte Weltrekorde (seit 1990)     |                                        |                                        |                                        |
| 14,54                                  | Li Huirong                             | 25. August 1990                        | Sapporo                                |
| 14,95                                  | Inessa Krawez                          | 10. Juni 1991                          | Moskau                                 |
| 14,97                                  | Iolanda Tschen                         | 18. Juni 1993                          | Moskau                                 |
| 15,09                                  | Anna Birjukowa                         | 21. August 1993                        | Stuttgart                              |
| 15,50                                  | Inessa Krawez                          | 10. August 1995                        | Göteborg                               |
| 15,67                                  | Yulimar Rojas                          | 1. August 2021                         | Tokio                                  |

### Weltbestenliste

#### Männer
Alle Springer mit einer Leistung von 17,59 m oder weiter. In Klammern: Wind in m/s. A: Sprung unter Höhenbedingungen.
Letzte Veränderung: 11. Juni 2024
1. 18,29 m (1,3)  Jonathan Edwards, Göteborg, 7. August 1995
2. 18,21 m (0,2)  Christian Taylor, Peking, 27. August 2015
3. 18,18 m (−0,3)  Jordan Díaz, Rom, 11. Juni 2024
4. 18,14 m (0,4)  Will Claye, Long Beach, 29. Juni 2019
5. 18,09 m (−0,4)  Kenny Harrison, Atlanta, 27. Juli 1996
6. 18,08 m (0,0)  Pedro Pichardo, Havanna, 28. Mai 2015
7. 18,04 m (0,3)  Teddy Tamgho, Moskau, 18. August 2013
8. 17,97 m (1,5)  Willie Banks, Indianapolis, 16. Juni 1985
9. 17,92 m (1,6)  Christo Markow, Rom, 31. August 1987
10. 17,92 m (1,9)  James Beckford, Odessa, 20. Mai 1995
11. 17,90 m (1,0)  Wolodymyr Inosemzew, Bratislava, 20. Juni 1990
12. 17,90 m (1,0)  Jadel Gregório, Belém, 20. Mai 2007
13. 17,89 m A (0,0)  João Carlos de Oliveira, Mexiko-Stadt, 15. Oktober 1975
14. 17,87 m (1,7)  Mike Conley Sr., San José, 27. Juni 1987
15. 17,87 m (1,3)  Jaydon Hibbert, Baton Rouge, 13. Mai 2023
16. 17,86 m (1,3)  Charles Simpkins, Kōbe, 2. September 1985
17. 17,85 m (0,9)  Yoelbi Quesada, Athen, 8. August 1997
18. 17,82 m (0,2)  Hugues Fabrice Zango, Székesfehérvár, 6. Juli 2021
19. 17,81 m (1,0)  Marian Oprea, Lausanne, 5. Juli 2005
20. 17,81 m (0,1)  Phillips Idowu, Barcelona, 29. Juli 2010
21. 17,80 m  Andy Díaz, Nanjing, 21. März 2025
22. 17,79 m (1,4)  Christian Olsson, Athen, 22. August 2004
23. 17,78 m (1,0)  Mykola Mussijenko, Leningrad, 7. Juni 1986
24. 17,78 m (0,6)  Lázaro Betancourt, Havanna, 15. Juni 1986
25. 17,78 m (0,8)  Melvin Lister, Sacramento, 17. Juli 2004
26. 17,77 m (1,0)  Alexander Kowalenko, Brjansk, 18. Juli 1987
27. 17,75 m (0,3)  Oleg Prozenko, Moskau, 10. Juni 1990
28. 17,75 m (1,0)  Leonid Woloschin, Tokio, 26. August 1991
29. 17,74 m (1,4)  Nelson Évora, Osaka, 27. August 2007
30. 17,72 m (1,3)  Sheryf El-Sheryf, Ostrava, 17. Juli 2011
31. 17,71 m (−0,7)  Walter Davis, Indianapolis, 25. Juni 2006
32. 17,70 m (1,7)  Aliecer Urrutia, Sevilla, 6. Juni 1996
33. 17,69 m (1,5)  Ihar Lapschyn, Minsk, 31. Juli 1988
34. 17,68 m (0,4)  Danil Burkenja, Tula, 31. Juli 2004
35. 17,68 m A (1,6)  Alexis Copello, Ávila, 17. Juli 2011
36. 17,68 m (0,0)  Omar Craddock, Long Beach, 20. April 2019
37. 17,66 m (1,7)  Ralf Jaros, Frankfurt am Main, 30. Juni 1991 (deutscher Rekord)
38. 17,65 m (1,0)  Oleksandr Jakowljew, Moskau, 6. Juni 1987
39. 17,65 m (0,8)  Denis Kapustin, Oslo, 9. Juli 1998
40. 17,65 m (1,4)  Yoandri Betanzos, Havanna, 25. April 2009
41. 17,64 m (1,4)  Nathan Douglas, Manchester, 10. Juli 2005
42. 17,63 m (0,9)  Kenta Bell, Walnut, 21. April 2002
43. 17,62 m A (0,1)  Brian Wellman, El Paso, 15. April 1995
44. 17,62 m (−0,2)  Arnie David Girat, Havanna, 25. April 2009
45. 17,60 m (0,6)  Wladimir Plechanow, Leningrad, 4. August 1985
46. 17,60 m (1,9)  Fabrizio Donato, Mailand, 7. Juni 2000
47. 17,59 m (0,3)  Wassili Sokow, Moskau, 19. Juni 1993
48. 17,59 m (0,8)  Charles Friedek, Hamburg, 23. Juli 1997
49. 17,59 m (0,9)  Leevan Sands, Peking, 21. August 2008
50. 17,59 m (0,0)  Li Yanxi, Jinan, 26. Oktober 2009

- Schweizer Rekord: 17,13 m Alexander Martínez, Göteborg, 10. August 2006
- österreichischer Rekord: 16,85 m Endiorass Kingley, Maribor, 29. Juni 2025

#### Frauen
Alle Springerinnen mit einer Leistung von 14,73 m oder weiter. In Klammern: Wind in m/s.
Letzte Veränderung: 3. August 2024
1. 15,67 m (0,7)  Yulimar Rojas, Tokio, 1. August 2021
2. 15,50 m (0,9)  Inessa Krawez, Göteborg, 10. August 1995 (Europarekord)
3. 15,39 m (0,5)  Françoise Mbango Etone, Peking, 17. August 2008
4. 15,34 m (−0,5)  Tatjana Lebedewa, Iraklio, 4. Juli 2004
5. 15,32 m (0,9)  Chrysopigi Devetzi, Athen, 21. August 2004
6. 15,31 m (0,0)  Caterine Ibargüen, Monaco, 18. Juli 2014
7. 15,29 m (0,3)  Yamilé Aldama, Rom, 11. Juli 2003
8. 15,28 m (0,9)  Yargelis Savigne, Osaka, 31. August 2007
9. 15,25 m (1,7)  Olga Rypakowa, Split, 4. September 2010
10. 15,20 m (0,0)  Šárka Kašpárková, Athen, 4. August 1997
11. 15,20 m (−0,3)  Teresa Marinowa, Sydney, 24. September 2000
12. 15,18 m (0,3)  Iwa Prandschewa, Göteborg, 10. August 1995
13. 15,16 m (0,1)  Rodica Mateescu, Athen, 4. August 1997
14. 15,16 m (0,7)  Trecia Smith, Linz, 2. August 2004
15. 15,15 m (1,7)  Ashia Hansen, Fukuoka, 13. September 1997
16. 15,14 m (1,9)  Nadeschda Aljochina, Tscheboksary, 26. Juli 2009
17. 15,09 m (0,5)  Anna Birjukowa, Stuttgart, 21. August 1993
18. 15,09 m (−0,5)  Inna Lassowskaja, Valencia, 31. Mai 1997
19. 15,07 m (−0,6)  Paraskeví Tsiamíta, Sevilla, 22. August 1999
20. 15,04 m (1,7)  Jekaterina Konewa, Eugene, 30. Mai 2015
21. 15,03 m (1,9)  Magdelín Martínez, Rom, 26. Juni 2004
22. 15,03 m (1,1)  Marija Šestak, Peking, 17. August 2008
23. 15,03 m (0,0)  Shanieka Ricketts, Eugene, 16. September 2023
24. 15,02 m (0,9)  Anna Pjatych, Göteborg, 9. August 2006
25. 15,02 m (1,9)  Maryna Bech-Romantschuk, München, 19. August 2022
26. 15,02 m (−0,4)  Thea LaFond, Paris, 3. August 2024
27. 15,01 m (1,0)  Patrícia Mamona, Tokio, 1. August 2021
28. 15,00 m (1,2)  Kéné Ndoye, Iraklio, 4. Juli 2004
29. 14,99 m (0,2)  Olha Saladucha, Helsinki, 29. Juni 2012
30. 14,98 m (1,8)  Sofija Boschanowa, Stara Sagora, 16. Juli 1994
31. 14,98 m (0,2)  Baya Rahouli, Almería, 1. Juli 2005
32. 14,98 m (0,8)  Leyanis Pérez, San Salvador, 5. Juli 2023
33. 14,97 m (0,9)  Iolanda Tschen, Moskau, 18. Juni 1993
34. 14,96 m (0,7)  Olena Howorowa, Sydney, 24. September 2000
35. 14,93 m (0,8)  Liadagmis Povea, Havanna, 22. Mai 2021
36. 14,92 m (1,1)  Keturah Orji, Chula Vista, 25. April 2021
37. 14,90 m (1,0)  Xie Limei, Ürümqi, 20. September 2007
38. 14,87 m (0,5)  Ana Peleteiro, Tokio, 1. August 2021
39. 14,86 m (0,5)  Tori Franklin, Monaco, 10. August 2022
40. 14,85 m (1,2)  Wiktorija Gurowa, Kasan, 19. Juli 2008
41. 14,85 m (1,4)  Oxana Udmurtowa, Padua, 31. August 2008
42. 14,83 m (0,5)  Jelena Oleinikowa, Prag, 17. Juni 2002
43. 14,79 m (1,7)  Irina Muschailowa, Stockholm, 5. Juli 1993
44. 14,78 m (−0,1)  Hanna Knjasjewa-Minenko, Peking, 24. August 2015
45. 14,78 m (1,3)  Jasmine Moore, Austin, 10. Juni 2023
46. 14,76 m (0,9)  Galina Tschistjakowa, Luzern, 27. Juni 1995
47. 14,76 m (1,1)  Gundega Sproģe, Sheffield, 29. Juni 1997
48. 14,76 m (0,4)  Xenija Dsjazuk, Brest, 26. Mai 2012
49. 14,75 m (1,1)  Adelina Gavrilă, Rieti, 7. September 2003
50. 14,73 m (−1,3)  Paraskevi Papachristou, Athen, 8. Juni 2016

- deutscher Rekord: 14,61 m Kristin Gierisch, Garbsen, 2. Juni 2019
- österreichischer Rekord: 13,75 m Ljudmila Ninova, Linz, 9. Juli 1997
- Schweizer Rekord: 13,49 m Fatim Affessi, La Chaux-de-Fonds, 1. Juli 2018